# Misión San Juan Bautista Malibat
La misión de San Juan Bautista Malibat y Ligüí, fue fundada por los sacerdotes jesuitas Juan María de Salvatierra y Juan de Ugarte en 1705. Hoy desaparecida la misión estuvo ubicada a más o menos 28 km al sur de la Misión de Nuestra Señora de Loreto, en la costa del mar de Cortés, en la pequeña región que los nativos llamaban Lugüí (en mongui) o Malibat (en cochimí). Se desconoce el significado de ambos topónimos.
Es necesario asentar que los padres misioneros utilizaron en la región sur de la península de Baja California el nombre de San Juan Bautista en dos ocasiones para nombrar construcciones misionales. La Misión de San Juan Bautista Londó, más que misión fue una "visita" o capilla menor a la que acudían los padres misioneros en ciertas ocasiones a ejercer su ministerio; las capillas o visitas no tenían un sacerdote radicado. 

## Su fundación
Los padres jesuitas Salvatierra y Ugarte navegaron al sur de la Misión de Nuestra Señora de Loreto, misión en la que ejercían su apostolado, con el fin de encontrar un lugar para construir la Misión de San Juan Bautista Malibat, nombrada o conocida también como San Juan Bautista de Ligüi, San Juan Bautista de Lihui, y San Juan Bautista de Liguig en los textos misioneros.

## Su construcción
Cuando los padres misioneros encontraron un lugar apropiado para la misión, la construcción de la misma recayó en el padre Pedro Ugarte, quien después de cinco largos y laboriosos años de trabajo entregó la flamante misión al padre Francisco Peralta, quien le siguió al frente de la misión. Posteriormente la misión pasó a manos del padre Clemente Guillén de Castro, quien fue explorador, guía y diseñador o constructor del primer camino a la bahía de La Paz (Baja California Sur) partiendo desde la Misión de Nuestra Señora de Loreto.

## Epílogo
En 1721 el padre misionero Juan de Ugarte, constructor y fundador de la misión, la cerró o suprimió al culto. En la actualidad no quedan ruinas de la misión; las lluvias y la erosión causadas por el tiempo destruyeron todo.